# Rod Cameron
Rod Cameron, pseudonimo di Nathan Roderick Cox (Calgary, 7 dicembre 1910 – Gainesville, 21 dicembre 1983), è stato un attore e stuntman canadese.

## Biografia
Attivo dalla fine degli anni trenta agli anni settanta, nella sua carriera apparve in circa 120 film.
Dopo aver esordito come stuntman e controfigura di Fred MacMurray, lavorò sotto contratto prima con la Paramount Pictures e in seguito con la Universal Pictures. Tra le sue interpretazioni all'inizio degli anni quaranta, sono da ricordare quelle nella commedia Un colpo di fortuna (1940) e nelle pellicole d'avventura Giubbe rosse (1940) e Salomè (1945). Il personaggio di Rex Bennett, eroe rude e virile che Cameron impersonò in Secret Service in Darkest Africa (1943) può essere considerato il prototipo del moderno Indiana Jones.
Benché abbia recitato in pellicole di diversi generi, come thriller, horror, fantascienza, Cameron è particolarmente conosciuto per i suoi ruoli in pellicole western, quasi sempre a basso budget, che lo fecero diventare una vera e propria star del genere durante gli anni quaranta e cinquanta. 
Sempre negli anni cinquanta partecipò a diverse produzioni televisive di successo, come la serie poliziesca City Detective, di cui interpretò 61 episodi dal 1953 al 1955, nel ruolo del poliziotto newyorkese Bart Grant, il telefilm western State Trooper (105 episodi), in cui impersonò Rod Blake, uno sceriffo del Nevada impegnato a risolvere casi di omicidio, contese tra minatori e tra rancheri, e la serie Coronado 9, in cui interpretò Dan Adams, un detective della Marina degli Stati Uniti. 
Cameron morì nel 1983, dopo una lunga lotta contro il cancro. Solo dopo la sua scomparsa è stato inserito nella Hollywood Walk of Fame, al numero 1720 di Vine Street, per il suo contributo alla televisione.

## Filmografia

### Cinema
- Heritage of the Desert, regia di Lesley Selander (1939) (non accreditato)
- Se fosse a modo mio (If I Had My Way), regia di David Butler (1940) (non accreditato)
- Rapina alla diligenza (Stagecoach War), regia di Lesley Selander (1940) (non accreditato)
- Those Were the Days!, regia di Theodore Reed (1940)
- Gli avventurieri di Santa Marta (Rangers of Fortune), regia di Sam Wood (1940) (non accreditato)
- The Quarterback, regia di H. Bruce Humberstone (1940)
- Un colpo di fortuna (Christmas in July), regia di Preston Sturges (1940)
- Giubbe rosse (North West Mounted Police), regia di Cecil B. DeMille (1940)
- Life with Henry, regia di Theodore Reed (1941)
- The Monster and the Girl, regia di Stuart Heisler (1941)
- I cavalieri del cielo (I Wanted Wings), regia di Mitchell Leisen (1941) (non accreditato)
- Riders of Death Valley, regia di Ford Beebe e Ray Taylor (1941) (non accreditato)
- The Parson of Panamint, regia di William C. McGann (1941) (non accreditato)
- Buy Me That Town, regia di Eugene Forde (1941)
- Nothing but the Truth, regia di Elliott Nugent (1941) (non accreditato)
- Henry Aldrich for President, regia di Hugh Bennett (1941)
- Night of January 16th, regia di William Clemens (1941)
- No Hands on the Clock, regia di Frank McDonald (1941)
- Among the Living, regia di Stuart Heisler (1941) (non accreditato)
- Pacific Blackout, regia di Ralph Murphy (1941)
- La fortezza s'arrende (The Fleet's In), regia di Victor Schertzinger (1942) (non accreditato)
- The Remarkable Andrew, regia di Stuart Heisler (1942)
- True to the Army, regia di Albert S. Rogell (1942)
- Priorities on Parade, regia di Albert S. Rogell (1942)
- L'isola della gloria (Wake Island), regia di John Farrow (1942)
- Presi tra le fiamme (The Forest Rangers), regia di George Marshall (1942)
- Signorine, non guardate i marinai (Star Spangled Rhythm), regia di George Marshall (1942) (non accreditato)
- Uragano all'alba (Commandos Strike at Dawn), regia di John Farrow (1942)
- Non c'è tempo per l'amore (No Time for Love), regia di Mitchell Leisen (1943) (non accreditato)
- G-men vs. the Black Dragon, regia di Spencer Gordon Bennett e William Witney (1943)
- Honeymoon Lodge, regia di Edward C. Lilley (1943)
- Secret Service in Darkest Africa, regia di Spencer Gordon Bennett (1943)
- The Good Fellows, regia di Jo Graham (1943) (non accreditato)
- La città rubata (The Kansan), regia di George Archainbaud (1943)
- Riding High, regia di George Marshall (1943)
- Gung Ho! (Gung Ho!: The Story of Carlson's Makin Island Raiders), regia di Ray Enright (1943)
- Boss of Boomtown, regia di Ray Taylor (1944)
- Trigger Trail, regia di Lewis D. Collins (1944)
- La signora Parkington (Mrs. Pakington), regia di Tay Garnett (1944)
- Riders of the Santa Fe, regia di Wallace Fox (1944)
- The Old Texas Trail, regia di Lewis D. Collins (1944)
- Beyond the Pecos, regia di Lambert Hillyer (1945)
- Salomè (Salome Where She Danced), regia di Charles Lamont (1945)
- Swing Out, Sister, regia di Edward C. Lilley (1945)
- Renegades of the Rio Grande, regia di Howard Bretherton (1945)
- La fiamma dell'Ovest (Frontier Gal), regia di Charles Lamont (1945)
- Anche oggi è primavera (The Runaround), regia di Charles Lamont (1946)
- I pirati di Monterey (Pirates of Monterey), regia di Alfred L. Werker (1947)
- Pian della morte (Panhandle), regia di Lesley Selander (1948)
- La signora del fiume (River Lady), regia di George Sherman (1948)
- I rapinatori (The Plunderers), regia di Joseph Kane (1948)
- Pistole puntate (Belle Star's Daughter), regia di Lesley Selander (1948)
- Strike It Rich, regia di Lesley Selander (1948)
- Duello infernale (Stampede), regia di Lesley Selander (1949)
- Il grande agguato (Brimstone), regia di Joseph Kane (1949)
- Sfida alla legge (Dakota Lil), regia di Lesley Selander (1950)
- Una manciata d'odio (Short Grass), regia di Lesley Selander (1950)
- Il passo degli apaches (Stage to Tucson), regia di Ralph Murphy (1950)
- I lancieri del Dakota (Oh! Susanna), regia di Joseph Kane (1951)
- I lancieri alla riscossa (Cavalry Scout), regia di Lesley Selander (1951)
- I pirati di Barracuda (The Sea Hornet), regia di Joseph Kane (1951)
- Il passo di Forte Osage (Fort Osage), regia di Lesley Selander (1952)
- Il conquistatore del West (Wagons West), regia di Ford Beebe (1952)
- I giganti della giungla (The Jungle), regia di William Berke (1952)
- Minnesota (Woman of the North Country), regia di Joseph Kane (1952)
- La valle dei bruti (Ride the Man Down), regia di Joseph Kane (1952)
- I pascoli d'oro (San Antone), regia di Joseph Kane (1953)
- Il segreto del Sahara (The Steel Lady), regia di Ewald André Dupont (1953)
- I pionieri della California (Southwest Passage), regia di Ray Nazarro (1954)
- L'avamposto dell'inferno (Hell's Outpost), regia di Joseph Kane (1954)
- Satank, la freccia che uccide (Santa Fe Passage), regia di William Witney (1955)
- Detective G. sezione criminale (Double Jeopardy), regia di R.G. Springsteen (1955)
- Flash! Cronaca nera (Headline Hunters), regia di William Witney (1955)
- Pista insanguinata (The Fighting Chance), regia di William Witney (1955)
- Simplicius, spia internazionale (Passport to Treason), regia di Robert S. Baker (1956)
- Yaqui Drums, regia di Jean Yarbrough (1956)
- Fiamme sulla grande foresta (Spoilers of the Forest), regia di Joseph Kane (1957)
- Il terrore non ha confini (Escapement), regia di Montgomery Tully e David Paltenghi (1958)
- The Man Who Died Twice, regia di Joseph Kane (1958)
- Furia del West (The Gun Hawk), regia di Edward Ludwig (1963)
- Le pistole non discutono, regia di Mario Caiano (1964)
- Il piombo e la carne, regia di Marino Girolami (1964)
- Requiem per un pistolero (Requiem for a Gunfighter), regia di Spencer Gordon Bennett (1965)
- Dollari maledetti (The Bounty Killer), regia di Spencer Gordon Bennett (1965)
- Tempesta alla frontiera (Winnetou und sein Freund Old Firehand), regia di Alfred Vohrer (1966)
- Evel Knievel, regia di Marvin J. Chomsky (1971)
- Fuga da Hollywood (The Last Movie), regia di Dennis Hopper (1971)
- The French Love, regia di José Bénazéraf (1972)
- Jessi's Gun - La banda delle donne maledette (Jessi's Girls), regia di Al Adamson (1975)
- Psychic Killer, regia di Ray Danton (1975)
- Love and the Midnight Auto Supply, regia di James Polakof (1977)

### Televisione
- Gruen Guild Playhouse – serie TV, 1 episodio (1952)
- Chevron Theatre – serie TV, 2 episodi (1952-1953)
- The Pepsi-Cola Playhouse – serie TV, 1 episodio (1954)
- City Detective – serie TV, 61 episodi (1953-1955)
- Jane Wyman Presents the Fireside Theatre – serie TV, 1 episodio (1955)
- Star Stage – serie TV, 1 episodio (1955)
- Studio 57 – serie TV, 2 episodi (1955-1956)
- Crossroads – serie TV, episodio 1x28 (1956)
- Letter to Loretta – serie TV, 2 episodi (1955-1956)
- State Trooper – serie TV, 105 episodi (1956-1959)
- Frances Farmer Presents – serie TV, 1 episodio (1960)
- Alfred Hitchcock presenta (Alfred Hitchcock Presents) – serie TV, episodio 6x13 (1960)
- Coronado 9 – serie TV, 39 episodi (1960-1961)
- Tales of Wells Fargo – serie TV, 1 episodio (1962)
- Laramie – serie TV, 6 episodi (1959-1963)
- La legge di Burke (Burke's Law) – serie TV, episodio 1x01 (1963)
- Perry Mason – serie TV, 1 episodio (1963)
- Polvere di stelle (Bob Hope Presents the Chrysler Theatre) – serie TV, 1 episodio (1964)
- Bonanza – serie TV, 2 episodi (1966)
- Branded – serie TV, 1 episodio (1966)
- Iron Horse – serie TV, episodio 1x05 (1966)
- Hondo – serie TV, episodio 1x11 (1967)
- Reporter alla ribalta (The Name of the Game) – serie TV, 1 episodio (1969)
- Il virginiano (The Virginian) – serie TV, episodio 9x06 (1970)
- Bearcats! – serie TV, 1 episodio (1971)
- Due onesti fuorilegge (Alias Smith and Jones) – serie TV, 2 episodi (1972)
- Sulle strade della California (Police Story) – serie TV, 1 episodio (1974)
- Adam-12 – serie TV, 3 episodi (1971-1975)
- Agenzia Rockford (The Rockford Files) – serie TV, 1 episodio (1976)
- Project UFO – serie TV, 1 episodio (1978)

## Doppiatori italiani
- Emilio Cigoli in Il grande agguato, I rapinatori, L'avamposto dell'inferno, Flash cronaca nera, I lancieri del Dakota, Minnesota, Sfida alla legge, La valle dei bruti, Satank, la freccia che uccide
- Carlo D'Angelo in Il passo degli apache/La corriera della morte, Il segreto del Sahara
- Renato Turi in Detective G. sezione criminale, Tempesta alla frontiera
- Sergio Rossi in Il conquistatore del West (doppiaggio tardivo), Le pistole non discutono
- Gaetano Verna in Non c'è tempo per l'amore
- Mario Pisu in La signora del fiume
- Pino Locchi in L'isola della gloria